# تكيس أريمي
يشير التكيس الاريمي إلى تلك الحالة الصحية الناجمة عن الإصابة بالمتبرعمة الكيسية. والمتبرعمة الكيسية (جنس من الفطريات الناقصة) وحيدة الخلية شديدة التطفل تصيب الجهاز الهضمي للإنسان والحيوان. ويوجد الكثير جدا من أنواع المتبرعمة الكيسية التي يمكن أن تصيب البشر وحيوانات الزراعة والطيور والقوارض والبرمائيات والزواحف والأسماك وحتى الصراصير.

## الأعراض
أنتجت العدوى التجريبية في الفئران المؤهلة مناعيا والفئران منقوصة المناعة، التهاب الأمعاء، وتغير عادات الأمعاء والخمول والموت. {4} {6} وتم أيضا الإبلاغ عن اسهال مزمن في أعلي رتب الثديات غير الإنسانية. {8}
الاعراض في البشر: نشر الباحثون تقارير متضاربة بشأن ما إذا كان التكيس الاريمي يسبب أعراضا في البشر أم لا، في واحد من أقدم التقارير في عام 1916. {10} وفي عام 1984 بدأ معدل التقارير المرتبطة بالاعراض يزداد (12). وأفاد اطباء في المملكة العربية السعودية عن أعراض في البشر {14} وأبلغ أطباء في الولايات المتحدة عن أعراض في الأفراد الذين يسافرون إلى البلدان الأقل نموا. {16} وتلي ذلك في بداية عام 1990 مناقشة حية مع بعض الأطباء المعترضين على نشر التقارير بأن المتبرعمة الكيسية تسبب المرض. {18} {20} {22} {24} ويعتقد بعض الباحثين بأن النقاش قد حل من خلال العثور علي أنواع متعددة من أنواع المتبرعمة الكيسية التي يمكن أن تصيب البشر، وبعضها يسبب الاعراض والبعض الآخر غير ضار (انظر علم الوراثة والأعراض).
وأكثر الأعراض شيوعا هي:

- المغص
- الإِمْساك
- الإسهال
- فقدان الوزن
- الإعياء
- انتفاخ البطن

والاعراض الاقل شيوعا هي ما يلي:

- الطفح الجلدي {26} {28} {30} {32} {34} {36}

- الصداع، {37} {38} الاكتئاب {39}

- اعراض التهاب وآلام المفاصل {41} {43}

- التهاب الأمعاء {45}

يصف الجدول التالي دراسات عن المرضى المصابين بالمتبرعمة الكيسية حيث كان ذلك هو الكائن الوحيد المسبب للمرض الذي وجدت عيناته في البراز:
| Patient Studies of Symptoms Associated with Blastocystis Infection | Patient Studies of Symptoms Associated with Blastocystis Infection | Patient Studies of Symptoms Associated with Blastocystis Infection                  | Patient Studies of Symptoms Associated with Blastocystis Infection                             |
| Year                                                               | # of Patients                                                      | Location                                                                            | Symptoms                                                                                       |
| ------------------------------------------------------------------ | ------------------------------------------------------------------ | ----------------------------------------------------------------------------------- | ---------------------------------------------------------------------------------------------- |
| 1989                                                               | 19                                                                 | جامعة يشيفا كلية طب ألبرت آينستاين ذا برونكس، ولاية نيويورك                         | Abdominal pain, diarrhea, weight loss, flatulence                                              |
| 1990                                                               | --                                                                 | قاعدة لاكلاند الجوية تكساس                                                          | Abdominal pain, weight loss, nausea, mild diarrhea                                             |
| 1990                                                               | --                                                                 | Metro-McNair Clinic فانكوفر، كندا                                                   | Diarrhea, abdominal pain, flatulence                                                           |
| 1991                                                               | 239                                                                | King Faisal hospital السعودية                                                       | Abdominal pain (87.9%), constipation (32.2%), diarrhea (23.4%), headache, fatigue, depression. |
| 1991                                                               | 31                                                                 | Farwaniya Hospital الكويت                                                           | Abdominal pain, diarrhea, flatulence, weight loss                                              |
| 1992                                                               | 39                                                                 | جامعة بيتسبرغ School of Medicine الولايات المتحدة                                   | Abdominal pain, diarrhea, vomiting, weight loss                                                |
| 1994                                                               | 175                                                                | الأردن                                                                              | Recurrent mild diarrhea, nausea, abdominal pain, weight loss.                                  |
| 2003                                                               | 27                                                                 | Máxima Medical Center, Veldhoven and Jeroen Bosch Hospital, ‘s-Hertogenbosch هولندا | Abdominal pain is not caused by B. hominis                                                     |
| 2005                                                               | 106                                                                | مصر                                                                                 | Diarrhea (30.4%), abdominal pain (26.1%), flatulence (21.7%), vomiting (13.1%) fatigue (8.7%). |
| 2006                                                               | 824                                                                | الولايات المتحدة                                                                    | Diarrhea, bloating, flatulence. Also fatigue, fever/headache, dermatitis.                      |
| 2006                                                               | 89                                                                 | تركيا                                                                               | Stunted growth                                                                                 |

## التشخيص

### طرق التشخيص المتاحة سريريا
يتم التشخيص بتحديد ما إذا كان المرض موجودا أم لا، ومن ثم يتخذ القرار بشأن ما إذا كانت الإصابة هي المسؤولة عن الأعراض. وتم الإفادة بأن وسائل التشخيص في الاستخدام السريري ذات نوعية رديئة، وتم أيضا الإبلاغ عن أساليب أكثر موثوقية في أوراق البحث.
و لتحديد العدوى، فان الوسيلة الوحيدة المتاحة سريريا في معظم اختبارات البيوض والطفيليات التي تحدد وجود الكائن هي الفحص المجهري لعينات البراز المحفوظة كيميائيا. وتسمي هذه الطريقة أحيانا «بالمجهر المباشر». في الولايات المتحدة يطالب الأطباء بأن يبلغوا عن وجود فيروس المتبرعمة الكيسية عند العثور عليها في فحص O&P، ولذلك السبب ليس ضروريا طلب فحص خاص. الميكروسكوب المباشر غير مكلف، حيث أن نفس الفحص يمكن أن يحدد مجموعة متنوعة من التهابات الجهاز الهضمي مثل الجيارديا والانتاميبا هستوليتكا والكريبتوسبوريديوم. ومع ذلك، أشار مدير أحد المختبرات بأن الأطباء فشلوا في التعرف على العديد من اصابات المتبرعمة الكيسية باستخدام المجاهر التقليدية وأشاروا إلى أهمية المعدات المجهرية الخاصة للتعرف علي الإصابة. {75} يبين الجدول التالي حساسية الميكروسكوب المباشر في الكشف عن المتبرعمة الكيسية مقارنة مع استنبات (زراعة) البراز، الذي هو تقنية أكثر حساسية. ويعتبر بعض الباحثين أن استنبات البراز هو تقنية أكثر موثوقية، ولكن في دراسة حديثة وجد أن استنبات (زراعة) البراز كشف فقط عن 83 ٪ من الأشخاص المصابين، بالمقارنة مع فحص ردود فعل البلمرة المتسلسل (PCR).
| Percentage of Blastocystis Infections Detected by Direct Microscopy in Various Studies | Percentage of Blastocystis Infections Detected by Direct Microscopy in Various Studies | Percentage of Blastocystis Infections Detected by Direct Microscopy in Various Studies | Percentage of Blastocystis Infections Detected by Direct Microscopy in Various Studies | Percentage of Blastocystis Infections Detected by Direct Microscopy in Various Studies |
| Sensitivity (% Samples identified correctly)                                           | Year of Study                                                                          | Geographic Location                                                                    | Method                                                                                 | # Samples identified                                                                   |
| -------------------------------------------------------------------------------------- | -------------------------------------------------------------------------------------- | -------------------------------------------------------------------------------------- | -------------------------------------------------------------------------------------- | -------------------------------------------------------------------------------------- |
| 19%                                                                                    | 2002                                                                                   | Thailand                                                                               | Direct Microscopy with concentration                                                   | (64/334)                                                                               |
| 43%                                                                                    | 2002                                                                                   | Thailand                                                                               | Direct Microscopy of stool smear                                                       | (134/334)                                                                              |
| 0%                                                                                     | 2004                                                                                   | Scotland                                                                               | Formol-Ether Concentration                                                             | (0/39)                                                                                 |
| 16.7%                                                                                  | 2004                                                                                   | Thailand                                                                               | Stool Smear                                                                            | [ 18 ]                                                                                 |
| 40.7%                                                                                  | 2004                                                                                   | Thailand                                                                               | Trichrome stain                                                                        | [ 18 ]                                                                                 |
| 66%                                                                                    | 2006                                                                                   | Denmark                                                                                | Formol-Ether Concentration                                                             | (compared to PCR)                                                                      |

الأسباب المقدمة لفشل الميكروسكوب المباشر تشمل مايلي يلي: (1) التسليط المتغير: كمية المتبرعمة الكيسية الحية تختلف كثيرا بين يوم واخر في البشر والحيوانات المصابة؛ {85} (2) المظهر: بعض أشكال المتبرعمة الكيسية يشبه الخلايا الدهنية أو خلايا الدم البيضاء {86}، مما يجعل من الصعب التمييز بين الكائنات الحية وبين الخلايا الأخرى في عينات البراز، (3) عدد الأشكال المورفولوجية الكبير: يمكن ان تتخذ خلايا المتبرعمة الكيسية مجموعة متنوعة من الأشكال، وصف بعضها بالتفصيل في الآونة الأخيرة فقط ولذلك من الممكن أن توجد أشكال أخرى لم يتم تحديدها بعد.
تم رصد العديد من الطرق في ادبيات تحديد أهمية العثور علي المتبرعمة الكيسية.
1. ويتم التشخيص فقط عند وجود أعداد كبيرة من الكائنات الحية: يعتبر بعض الأطباء أن العدوي بالمتبرعمة الكيسية يسبب المرض فقط عند وجود أعداد كبيرة منها في عينات البراز. {88} استجوب الباحثون هذا النهج، مشيرين إلى انه لم يستخدم مع غيره من الإصابة بالأمراض الطفيلية الاخري مثل الجيارديا أو الانتاميبا هستولتيكا. وأفاد بعض الباحثين أنه لا يوجد ما يربط بين عدد الكائنات الحية الموجودة في عينات البراز وبين مستوى الأعراض. وافترضت دراسة باستخدام رد فعل البلمرة المتسلسل على عينات البراز بأن أعراض العدوى يمكن أن توجد حتى في حالة عدم وجود كميات كافية من هذا الكائن لتحديده من خلال الميكروسكوب المباشر.[16]
2. التشخيص بالاستبعاد: شخص بعض الأطباء عدوى المتبرعمة الكيسية عن طريق استبعاد جميع الأسباب الأخرى مثل الإصابة بفيروسات أخرى أو عدم تحمل الغذاء أو سرطان القولون وغير ذلك، ويمكن أن يكون هذا الأسلوب مضيعا للوقت ومكلفا ويتطلب الكثير من الفحوصات والتنظير مثل فحص وتنظير القولون.
3. المتبرعمة الكيسية المتجاهلة: في أوائل ومنتصف التسعينات افترض بعض الأطباء في الولايات المتحدة أن جميع نتائج اختبارات المتبرعمة الكيسية ضئيلة. وتوجد منشورات حديثة تعير عن هذا الفكرة.[19][20]

### طرق التشخيص غير المتاحة سريريا.
أساليب التشخيص التالية غير متوفرة بشكل روتيني للمرضى. أفاد الباحثون بأنها أكثر موثوقية في الكشف عن العدوى، وفي بعض الحالات يمكن ان توفر للطبيب المعلومات للمساعدة في تحديد ما إذا كانت عدوي المتبرعمة الكيسية هي سبب أعراض المريض:
اختبار جسم المصل المضاد: افترضت دراسة بحثية في عام 1993 أجرتها معاهد الصحة الوطنية في الولايات المتحدة انه من الممكن التمييز بين أعراض الإصابة بالمتبرعمة الكيسية باستخدام اختبار جسم المصل المضاد. واستخدمت الدراسة عينة دم المريض لقياس رد الفعل المناعي للمواد الكيميائية الموجودة على سطح خلية المتبرعمة الكيسية. ووجد أن المرضى الذين شخصت اصابتهم باعراض عدوى المتبرعمة الكيسية قد أظهروا استجابة مناعية أعلى بكثير عن هؤلاء المصابون بعدوي المتبرعمة الكيسية دون أن تظهر عليهم أعراض العدوى. وتكررت الدراسة في عام 2003 في جامعة عين شمس في مصر مع مرضي مصريين مع نتائج مماثلة. {96}.
اختبار الجسم المضاد البرازي: أشارت دراسة من جامعة عين شمس في مصر سنة 2003 بأن المرضي المصابين الذين يظهرون أعراضا يمكن تمييزهم باختبار الجسم المضاد البرازي.{97} قارنت هذه الدراسة بين المرضى المشخصون بعدوى المتبرعمة الكيسية مع الأعراض وبين المرضي المصابون بالعدوي دون أن يظهروا أعراضا. في مجموعة المرضي مع أعراض المتبرعمة الكيسية تم الكشف عن أجسام ايغا المضادة في عينات البراز، حيث لم يكن ذلك موجودا في المجموعة القياسية الصحية.
استنبات (زراعة) البراز: بينت الزراعة (الاستنبات) أنها وسيلة أكثر موثوقية في تحديد العدوى. وفي عام 2006، أفاد باحثون بالقدرة على التمييز بين العزلات التي تسبب مرض المتبرعمة الكيسية والعزلات غير المسببة لمرض المتبرعمة الكيسية باستخدام زراعة (استنبات) البراز. زراعة (استنبات) المتبرعمة الكيسية من المرضى الذين تم تشخيص مرضهم بعدوي المتبرعمة الكيسية ينتجون أشكال أميبية لاصقة للغاية في الاستنبات. وكانت هذه الخلايا غير موجودة في استنبات (زراعة) المتبرعمة الكيسية من المجموعة القياسية. وأظهر التحليل الوراثي اللاحق أن فيروس المتبرعمة الكيسية من المجموعة القياسية يختلف وراثيا عن الذي عثر عليه في المرضى الذين يعانون من الأعراض. استنبات (زراعة) الاوالي الحيوانية غير متوفر في معظم البلدان بسبب التكاليف وبسبب عدم وجود العاملين المدربين القادرين على أداءه.
التحليل الجيني للعزلات: استخدم الباحثون التقنيات التي تسمح بعزل الحمض النووي للمتبرعمة الكيسية في عينات البراز. {100} {101} وتم الإفادة بأن هذا الأسلوب كان أكثر موثوقية في الكشف عن المتبرعمة الكيسية في المرضى الذين يعانون من الاعراض عن زراعة (استنبات) البراز. {102} وتسمح هذه الطريقة أيضا بتحديد أنواع مجموعة المتبرعمة الكيسية. البحث مستمر عن أنواع المجموعات التي ترتبط بالأعراض (انظر علم الوراثة والأعراض)
لطخة (وصمة) المناعي التألقي IFA : تتسبب لطخة IFA في توهج خلايا المتبرعمة الكيسية عند النظر إليها تحت المجهر، مما يجعل طريقة التشخيصي أكثر موثوقية. وتستخدم (وصمة) بقعة IFA أيضا للجيارديا والكريبتوسبوريديوم لأغراض التشخيص ولأغراض اختبار نوعية المياه. وصفت ورقة عام 1991 لمعاهد الصحة الوطنية تطوير أحد المختبرات لهذه البقعة (الوصمة). {103} ومع ذلك، لم تقوم احدي الشركات بتقديم هذه البقعة (الوصمة) تجاريا.

## الانتقال وعوامل الخطر
تنتقل عدوي المتبرعمة الكيسية للبشر عن طريق مياه الشرب أو عن طريق تناول الطعام الملوث ببراز إنسان أو حيوان مصاب. ويمكن أن تنتشر عدوي المتبرعمة الكيسية من الحيوان الي الإنسان، ومن إنسان لاخر، ومن البشر الي الحيوان ومن الحيوان الي الحيوان. {106} {108} وأبلغ عن عوامل خطر الإصابة على النحو التالي:
- السفر دوليا: تم رصد السفر الي البلدان ألاقل تقدما في تطوير حالات العدوى بالمتبرعمة الكيسية مع الأعراض. {110} وجدت دراسة عام 1986 في الولايات المتحدة أن جميع الأفراد المصابين بالمتبرعمة الكيسية مع الاعراض لديهم تاريخ سفر حديث إلى بلدان أقل نموا. (111) وفي نفس الدراسة وجد أن جميع الموظفين الذين يعملون في مستشفى نيويورك الذي جرى فيه فحص المتبرعمة الكيسية مصابين بأعراض العدوى.
- الخدمة العسكرية: حددت العديد من الدراسات ارتفاع معدلات الإصابة في الأفراد العسكريين. ووصف مسح قديم عدوى أصابت القوات البريطانية في مصر عام 1916 {113}، تم التعافي منها بعد العلاج بعقار الاميتاين. ونشرت عام 1990 دراسة في الطب العسكري في ليكلاند AFB في ولاية تكساس، خلصت الي أن أعراض العدوى كانت أكثر شيوعا في الرعايا الأجانب والأطفال والافراد ضعاف المناعة. {114} وفي عام 2002 حددت دراسة نشرت في مجلة الطب العسكري لأفراد الجيش في تايلاند معدل عدوي 44 ٪. وكانت معدلات الإصابة أعلى في الافراد العاديين الذين خدموا فترة أطول في قاعدة الجيش. {116} ووجدت دراسة متابعة أن هناك ارتباط كبير بين العدوى وبين الأعراض وحددت أكثر الأسباب احتمالا وهو المياه الملوثة. {117} وافترض مقال في صحيفة عام 2007 ان معدل العدوى بين الافراد العسكريين في الولايات المتحدة العائدين من حرب الخليج كان 50%، نقلا عن رئيس جامعة ولاية أوريغون، قسم الطب البيولوجي.[21]
- استهلاك المياه غير المعالجة (مياه الآبار): ربطت العديد من الدراسات بين العدوى بالمتبرعمة الكيسية وبين مياه الشرب الملوثة. واشارت دراسة عام 1993 عن الأطفال المصابين بالمتبرعمة الكيسية مع الاعراض في بيتسبرغ إلى أن 75 ٪ منهم لديهم تاريخ من شرب مياه الآبار أو السفر الي البلدان الاقل نموا. وربطت دراستان في تايلاند بين عدوي المتبرعمة الكيسية بين الأفراد العسكريين وبين العائلات على شرب مياه غير مغلية وغير معالجة. {120} {122} ولاحظ كتاب نشر في عام 2006 الي أن العدوي في مجتمع ولاية أوريغون أكثر شيوعا في أشهر الشتاء عند سقوط الأمطار الغزيرة. {124}. وأشارت دراسة بحثية نشرت في عام 1980 الي وجود تلوث جرثومي في مياه الابار في المجتمع نفسه خلال فصل هطول الأمطار الغزيرة. {126} وربطت دراسة من الصين عام 2007 بصورة خاصة بين الإصابة بالمتبرعمة الكيسية SP النوع الفرعي 3 وشرب المياه غير المعالجة. {128}وأيضا تم تحديد الاتصال الترفيهي بالمياه غير المعالجة، التجديف علي القوارب، على سبيل المثال بأنه أحد عوامل الخطر {129}. وأظهرت الدراسات أن فيروس المتبرعمة الكيسية ينجو في محطات معالجة مياه الصرف الصحي في كل من المملكة المتحدة وماليزيا. {131} وأظهرت خراجات المتبرعمة الكيسية مقاومتها لمادة الكلور، وهو وسيلة من وسائل المعالجة (133) وهي من بين أكثر الخراجات مقاومة للمعالجة بالأوزون.[22]
- الاغذية الملوثة: وخلص الي ان تلوث الخضر الورقية مصدر محتمل لانتقال عدوى المتبرعمة الكيسية، إضافة الي الأوليات المعوية الأخرى. {137} حددت دراسة صينية ارتباط عدوي المتبرعمة الكيسية النوع الفرعي 1 بناول الأطعمة التي تزرع في المياه غير المعالجة.[23]
- استخدامات العناية اليومية: حددت دراسة كندية ارتباط تفشي فيروس المتبرعمة الكيسية باستخدامات العناية اليومية. حددت دراسات سابقة تفشي أمراض طفيلية مماثلة في مراكز الرعاية النهارية.[24]
- الجغرافيا: تختلف معدلات الإصابة من الناحية الجغرافية والمتغيرات التي تنتج اعراض المرض التي قد تكون أقل شيوعا في البلدان الصناعية. وعلى سبيل المثال، أبلغ عن معدل اصابة منخفض بالمتبرعمة الكيسية في اليابان. {145} ووجدت دراسة عن الأفراد المصابين بفيروس المتبرعمة الكيسية في اليابان أن العديد يحملون فيروس المتبرعمة الكيسية النوع الفرعي 2 (43 ٪، 23/54)، الذي لا ينتج عنه أي أعراض في 93 ٪ من المرضي (21/23) الخاضعين للدراسة، على النقيض من المتغيرات الأخرى التي كانت أقل شيوعا ولكن تنتج عنها الأعراض في 50 ٪ من الأفراد اليابانيين. ووجدت الدراسات في المناطق الحضرية في البلدان الصناعية أن عدوى المتبرعمة الكيسية ترتبط بالاعراض المنخفضة. وفي المقابل أوضحت الدراسات في البلدان النامية أن المتبرعمة الكيسية ترتبط بصورة عامة مع الاعراض. {148} {150} وأبلغ في كالفورنيا وولايات الساحل الغربي في الولايات المتحدة الأمريكية عن نسبة اصابة أعلي بالمتبرعمة الكيسية.[11][25]
- التايم: وجدت دراسة عام 1989 عن انتشار المتبرعمة الكيسية في الولايات المتحدة أن معدل الانتشار هو 2.6 في العينات المقدمة من كل الولايات الثمانية والأربعون. {145}و كانت الدراسة جزءا من تقرير مركز CDC's MMWR. ووجدت دراسة حديثة في عام 2006 أن معدل الإصابة هو 23 ٪ من العينات المقدمة من جميع الولايات الثمانية والاربعون. وأجريت أكثر الدراسات حداثة في المختبر الخاص الموجود غرب الولايات المتحدة، وشدد على عينات من الدول الغربية التي سبق وأفيد عن ارتفاع معدل العدوى بها.[25]

افترضت دراسات بحثية بأن البنود التالية ليست عوامل خطر تسبب عدوي فيروس المتبرعمة الكيسية:
- استهلاك المياه البلدية بالقرب من محطة للمياه (ليس عامل خطر): أوضحت إحدى الدراسات أن المياه البلدية كانت خالية من فيروس المتبرعمة الكيسية حتى عندم أخذها من مصدر التلوث. وعلي كل، أظهرت العينات التي أخذت ف من أماكن بعيدة عن محطة المعالجة خراجات فيروس المتبرعمة الكيسية. وافترض الباحثون أن أنابيب المياه القديمة تسرب المياه الملوثة إلى نظام التوزيع. {157}
- الانتقال من إنسان الي اخر بين البالغين (ليس عامل خطر): افترضت بعض الأبحاث بأن الانتقال المباشر من إنسان إلى إنسان هو أقل شيوعا حتي في الأسرة الواحدة وبين الزوجين. وأظهرت إحدي الدراسات أعضاء مختلفون من نفس الأسرة يحملون أنواع فرعية مختلفة من فيروس المتبرعمة الكيسية.[26]

## الانتشار
ومثل الالتهابات الطفيلية الأخرى، يختلف انتشار عدوى فيروس المتبرعمة الكيسية تبعا للمنطقة والتحقيق والعينة المحددة. هناك عدد من المجموعات المختلفة من أنواع فيروس المتبرعمة الكيسية الذي يصيب البشر {161}، وذكر أن بعضها يسبب المرض والبعض الآخر لا يسبب المرض. {162} {164} لم تميز المسوحات حتى هذا التاريخ بين الأنواع المختلفة من فيروس المتبرعمة الكيسية في البشر، لذلك، قد يكون من الصعب تقييم أهمية النتائج. وتمت الإفادة بأن البلدان النامية بها أعلى حالات الإصابة، ولكن أشارت الدراسات الأخيرة إلى أن الإصابة بأعراض فيروس المتبرعمة الكيسية قد تكون سائدة في مناطق معينة من البلدان الصناعية، وأيضا:
- خلصت دراسة على مستوى الامة أجراها مركز السيطرة على الأمراض باستخدام البيانات المبلغ عنها منذ عام 1987 بأن انتشار عدوي فيروس المتبرعمة الكيسية في الولايات المتحدة هو 2.6 ٪. {165} وأشارت الدراسة إلى أن الولايات الغربية، مثل كاليفورنيا، ارتفعت بها حالات الإصابة.
- عام 2000 حددت دراسة أجراها أحد المختبرات الخاصة عن عينات البراز في 48 ولاية في الولايات المتحدة، أن معدل الانتشار هو 23 ٪. أجري الدراسة أحد المختبرات في ولاية أريزونا وشددت علي الولايات الغربية التي سبق أن وجد بها أعلى معدلات اصابة بفيروس المتبرعمة الكيسية.
- وحددت دراسة كندية من العينات الواردة عام 2005 فيروس المتبرعمة الكيسية بأنه أكثر طفيليات العدوي انتشارا، التي تم تحديدها.[27]
- وحددت دراسة في باكستان عدوي فيروس المتبرعمة الكيسية في 7 ٪ من عامة السكان و 46 ٪ من المرضى الذين يعانون من أعراض متلازمة القولون العصبي. واستخدمت الدراسة زراعة (استنبات) البراز للتحديد. {171}

## التصنيف
كتب الأطباء تقارير متضاربة حول ما إذا كان فيروس المتبرعمة الكيسية يسبب أمراض لدى البشر. وأدت هذه التقارير الي نقاشات قصيرة في المجلات الطبية في أوائل التسعينيات بين بعض الأطباء في الولايات المتحدة الذين يعتقدون أن فيروس المتبرعمة الكيسية غير ضار، وبين أطباء في الولايات المتحدة وفي الخارج يعتقدون أن بإمكان الفيروس أن يسبب المرض.
وفي ذلك الوقت كان من الشائع تعريف جميع فيروسات المتبرعمة الكيسية من البشر (بالمتبرعمة الكيسية لفصيلة شبه الإنسان)، في حين أن تعريف فيروس المتبرعمة الكيسية من الحيوانات كان بصورة مختلفة (على سبيل المثال، المتبرعمة الكيسية الفأرية من الفئران). والأبحاث التي أجريت منذ ذلك الحين أظهرت أن مفهوم المتبرعمة الكيسية لفصيلة شبه الإنسان كنوع فريد من فيروس المتبرعمة الكيسية الذي يصيب البشر لا تدعمه النتائج الميكروبيولوجية. على الرغم من العثور علي أحد أنواع المجموعات المرتبطة بالقرود، اكتشف أيضا أن الإنسان يمكن أن يكتسب العدوى بأي واحدة من تسع أنواع مجموعات من فيروس المتبرعمة الكيسية، التي يمكن أن تحملها أيضا الأبقار والخنازير والقوارض والدجاج والتدرج (من الدواجن البرية) ومن القرود والكلاب والحيوانات الأخرى. {172} {173} {174} وافترض البحث أن بعض الأنواع يسبب أعراض قليلة أو بدون أعراض، بينما البعض الآخر يسبب مرض التهاب الأمعاء. {175} {176} وافترض الباحثون أن تضارب التقارير قد يرجع إلى ممارسة تسمية جميع أنواع فيروس المتبرعمة الكيسية في البشر بالمتبرعمة الكيسية لفصيلة شبه الإنسان (177) واقترحت وقف استخدام هذا المصطلح.
واقترح نظام قياسي لتسمية كائنات المتبرعمة الكيسية في البشر والحيوانات حيث تعزل أسماء فيروس المتبرعمة الكيسية وفقا للهوية الوراثية لكائن التكيس الاريمي بدلا عن المضيف. {179} يحدد نظام التسمية المستخدمة كل العزلات مثل التكيس الاريمي SP والنوع الفرعي nn حيث nn هو رقم من 1-9 يشير الي مجموعة كائن التكيس الاريمي. لا يمكن تنفيذ التعرف على الأنواع بالمجهر في هذا الوقت، وذلك لأن الأنواع المختلفة تبدو على حد سواء. ويتطلب التحديد المعدات اللازمة للتحليل الوراثي الشائعة في مختبرات الأحياء الدقيقة، ولكن ذلك غير متاح لمعظم الأطباء. وقد بدأت بعض المجلات العلمية الجديدة استخدام نظام التسمية القياسي.

## الاختلاف في شدة (حدة) الأعراض
سعى الباحثون لوضع نماذج لفهم تنوع الأعراض المشاهدة لدى البشر. بعض المرضى ليس لديهم أعراض، بينما أفاد البعض الآخر بالإسهال الشديد والاعياء.
حقق عدد من الباحثين في إمكانية أن بعض أنواع فيروس التكيس الاريمي أشد فتكا من غيرها. وافاد باحث إيطالي بأن الاختلافات في مثل تشكيلات بروتين هذه العزلات يرتبط بالعدوي المزمنة والحادة. {183} وأفاد فريق بحث من ماليزيا بأن العزلات من مرضي الاعراض أنتج أشكال أميبية كبيرة لم تكن موجودة في عزلات المرضى من دون أعراض. {184 وأنتج وضع نظام لتصنيف فيروس التكيس الاريمي في عام 2007 سلسلة من الدراسات لتقصي تحقيق هذه الإمكانية.
وجدت الدراسات التي تبعت ذلك أنه بصورة عامة لا يوجد نوع محدد «مسبب للمرض» أو غير مسبب للمرض من بين أنواع فيروس التكيس الاريمي {186} </اسم المرجع = ="STENSVOLD_2009_UNRAVELLING> [187] <المرجع> تقصت إحدى الدراسات الأنواع الفرعية الموجودة في المرضى الذين يعانون من متلازمة القولون العصبي (IBS) ومرض التهاب الأمعاء (IBD) والإسهال المزمن ووجدت الأنواع الفرعية من هذه الأمراض مشابهة (للأنواع الفرعية 2 و 3) ووجد ذلك أيضا في حاملي المرض من دون أعراض. واستنتج الباحثون أن العوامل المضيفة، مثل العمر والوراثة قد تلعب دورا مهيمنا في تحديد الأعراض المشاهدة لهذا المرض.

## الالية المرضية
تشير الالية المرضية إلى الآلية التي تسبب المرض لكائن حي. تم الإفادة عن الاليات التالية المسببة للمرض في دراسات الإصابة بعدوي فيروس التكيس الاريمي:
- تعطيل الجدار: أوضحت الدراسات بأن عزلات فيروس التكيس الاريمي SPالنوع الفرعي 4، لديها القدرة على تغيير ترتيب الأكتين F في الخلايا الظهارية في خلايا الأمعاء الظهارية. خييطات الاكتين (بروتين عضلي) مهمة في تحقيق شدة احكام نقاط الاتصال والتي بدورها تدعم استقرار الحاجز، وهو طبقة خلايا بين الخلايا الطلائية المعوية ومحتوى الأمعاء. 191} تؤدي الطفيليات إلى إعادة ترتيب خييطيات الأكتين (بروتين عضلي)وتمس بذلك وظيفة الحاجز. وافترض أن هذا يساهم في أعراض الإسهال الذي تمت ملاحظته في بعض الأحيان في مرضي المتبرعمة الكيسية.
- قدرة الغزو: وأبلغ عن عدوي غازية في الدراسات علي البشر {192} {194} والحيوانات.[31]
- التحوير المناعي: أظهر فيروس المتبرعمة الكيسية أنه يستفز خلايا القولون البشري لإنتاج السيتوكينات الالتهابية إينترليوكين - 8 و GM-CSF (197) يلعب الإينترليوكين - 8 دورا في التهاب المفاصل الروماتويدي.
- إفراز الأنزيم البروتيني: يفرز فيروس التكيس الاريمي انزيم بروتيني الذي يكسر الأجسام المضادة التي تنتج وتفرز في تجويف القناة الهضمية. {199} تعرف هذه الأجسام المضادة، الغلوبولين المناعي ايي (ايغا)، التي تشكل نظام الدفاع المناعي البشري عن طريق منع نمو الميكروبات الضارة في الجسم، وتحييد السميات التي تفرزها هذه الكائنات الدقيقة. وعن طريق تكسير الأجسام المضادة، يسمح ذلك باستمرار المتبرعمة الكيسية في أمعاء الإنسان. كما أوضحت أيضا دراسة أكثر حداثة وافترضت أنه استجابة للبروتياز الذي يفرزه فيروس المتبرعمة الكيسية، أن الأمعاء المضيفة قد تعطي إشارة لسلسلة من الأحداث التي يتعين الاضطلاع بها، مما يؤدي في نهاية المطاف إلى التدمير الذاتي للخلايا المضيفة - وهي ظاهرة تعرف بالاستماتة {200}
- الآلية الإفرازية الاخري: ووجدت دراسة لطفيلي مختلف ينتج أعراضا مماثلة، الانتاميبا هيستولتيكا أن الكائنات التي تفرز عدة مواد كيميائية نشطة عصبيا، مثل مادة السيروتونين والمادة P (202) {2004} بها مستويات مرتفعة من مصل السيروتونين في مرضي الإصابة بالانتاميبا هستولتيكا. {206} وأشارت احدي الاوراق الي أن انتشار أعراض مرضي التكيس الاريمي يرتبط بدور السيروتونين في الجسم، وافترضت أنه قد توجد آلية مماثلة في حالات العدوى بالمتبرعمة الكيسية {208}

## العلاج
لاحظ استعراض لادبيات المتبرعمة الكيسية في عام 2008 عدم وجود دراسة علمية تدعم فعالية أي علاج معين. {210} ونشر استعراض إضافي عام 2009 توصل الي استنتاج مماثل مشيرا إلى أنه نظرا لأن التشخيص المستخدم قد لا يمكن الاعتماد عليه، فكان من المستحيل تحديد ما إذا كانت الادوية تقضي على العدوى أو أنها فقط تجعل المريض يشعر أنه على نحو أفضل. {212} لاخظت التقارير التاريخية، مثل واحد من عام 1916، الصعوبة المرتبطة بالقضاء على مرض المتبرعمة الكيسية، واصفا اياه بأنه «العدوى التي يصعب التخلص منها.» 
ووجدت دراسة مختبرية في باكستان عام 1999 أن هناك 40 ٪ من العزلات مقاومة لعقاقير مبيدات الطفيليات العامة. {215} ووجدت دراسة لعزلات عينات من مرضي مشخصين بفيروس المتبرعمة الكيسية أن 40 ٪ من العزلات مقاومة للمترونيدازول و 32 ٪ مقاومة للفيورازولدون. {217} وتشمل الادوية التي ذكرت في الدراسات المترونيدازول {218} {220} وتي ام بي - اس ام اكس (221) والنيتازوكسانايد (223) ويدوكوينول والبارومومومايسين (225) واتضح أن اليودوكوينول أقل فعالية في الممارسة وفي المختبر. {227} {229} وذكر أن الميكونازول كان عاملا ضد نمو فيروس المتبرعمة الكيسية في المختبر.
ووصف الأطباء الاستخدام الناجح لمجموعة متنوعة من مبيدات الطفيليات في علاج عدوى المتبرعمة الكيسية. وأفيد أن الامتاين كان ناجحا في الحالات المرضية في أوائل القرن العشرين مع الجنود البريطانيين الذين أصيبوا بعدوي المتبرعمة الكيسية أثناء الخدمة في مصر. {232} وأظهرت التجارب المختبرية أن الاميتاين كان أكثر فعالية عن المترونيدازول أو الفيورازولدون. {234} يتوفر الامتاين في الولايات المتحدة من خلال ترتيبات خاصة مع مركز السيطرة على الأمراض. ولوحظ أن الكليوكوينول (انترو - فايوفورم) قد نجح في علاج عدوى المتبرعمة الكيسية ولكن تمت إزالته من السوق بعد حدوث اثار سلبية في اليابان. {235} وأفيد أن الستوفارسول والنارسينول، وهما من مبيدات الطفيليات التي تستند علي الزرنيخ، كانت فاعلة ضد المرض. {236} وكان الكاربارسول متوفر على شكل مركب مضاد للعدوى في الولايات المتحدة في اواخر عام 1991، وتم اقتراحه كعلاج محتمل. {237}ولوحظ أن قلة توفر عقاقير مضادات الطفيليات هي عامل تعقيد في علاج أمراض الطفيليات الأخرى. {239} وعلى سبيل المثال، توقف إنتاج الديلوكسانايد فوريت في أستراليا عام 2003 بينما البرومومايسين متاح بموجب أحكام خاصة وتوفر اليودوكوينول محدود.

## مشاركة متلازمة القولون العصبي وأمراض
ربطت التقارير التالية بين عدوى المتبرعمة الكيسية الاريمي مع أعراض متلازمة القولون العصبي:

- وجدت دراسة لمرضي القولون العصبي (IBS) في الشرق الأوسط أن هناك 46 ٪ من المصابين بعدوي المتبرعمة الكيسية في اس، 7 ٪ منهم من الخاضعين للدراسة.
- وأوضحت دراسة إضافية عن مرضى القولون العصبي في الشرق الأوسط أن هناك «زيادة كبيرة» في رد فعل جهاز المناعة لدى مرضى القولون العصبي للمتبرعمة الكيسية، حتى عندما لا يستطاع تخديد اسم الكائن الحي في عينات البراز.
- وقارنت دراسة أوروبية معدلات الإصابة بالتكيس الاريمي في مرضي القولون العصبي وبين هؤلاء الخاضعين للدراسة، وو جدت معدل عدوي إحصائي هام في المرضي المصابون بالقولون العصبي.
- افترضت تقارير الأطباء في الولايات المتحدة في الثمانينيات ان وجود الكائن ليست له صلة بعملية التشخيص، وان الأشخاص المصابين بعدوي المتبرعمة الكيسية يمكن تشخيصهم بمرض القولون العصبي.

وربطت التقارير التالية عدوي التكيس الاريمي مع عدوى مرض التهاب التهاب الأمعاء:

- وحددت دراسة باستخدام الرايبوبرنتنق أنواع معينة من المتبرعمة الكيسية المرتبطة بالالتهابات.
- ووصف تقرير عن حالة مرضية لمرض التهاب الأمعاء بالاشتراك مع عدوى المتبرعمة الكيسية.
- وأفادت ثلاثة مجموعات بحثية عن عدوى تجريبية للفئران مع المتبرعمة الكيسية نتج عنها التهاب الأمعاء.
- ولاحظ مقال في مجلة non-peer reviewed medical journal أن تقارير الزيادة في الحالات المرضية لعدوي المتبرعمة الكيسية تزامنت مع الارتفاع الذي أعلن عنه في انتشار مرض التهاب الأمعاء في عدة بلدان أوروبية {255}.

## جهود البحث النشطة
في حين أن موضوع البحث هو عدد من البروتيوم المعوية إلا أن المتبرعمة الكيسية غير عادي في المسائل الأساسية المتعلقة بكيفية تشخيص المرض وبكيفية علاجه، وكيفية تسبيبه للامراض لا تزال غير محلولة. المجموعات التالية لديها برامج بحوث جارية تستهدف هذه الأسئلة :
| البلد            | المنظمة                    | سنة التأسيس | بؤرة البحث                                      | البحث                         |  |
| ---------------- | -------------------------- | ----------- | ----------------------------------------------- | ----------------------------- |  |
| سنغافورة         | جامعة سنغافورة الوطنية     | 1991        | الاستنبات المشارك والمرضية                      | تان سينغ                      |  |
| ماليزيا          | جامعة مالايا               | 1996        | البنية الفائقة الإمراضية (الاعتلالية)،          | [javascript:void(0); كومار]   |  |
| الولايات المتحدة | مؤسسة أبحاث التكيس الاريمي | 2006        | تاريخ تطور السلالة الاعتلالية (الممرضة) والعلاج | الموضوع [وصلة مكسورة]         |  |
| الدانمارك        | معهد شتاتنز للمصل          | 2006        | التشخيصي                                        | [javascript:void(0); التضييق] |  |

## الروابط الخارجية
- وصف CDC للتكيس الاريمي في شبه الإنسان
- مؤسسة أبحاث فيروس التكيس الاريمي
- Badbugs.org : المتحولة الثنائية الهشة (جنس من الاوالي) ومصادر التكيس الاريمي في شبه الإنسان.